# Rosenburg-Mold
Rosenburg-Mold ist eine Gemeinde mit 863 Einwohnern (Stand 1. Jänner 2025) in Niederösterreich im Bezirk Horn im Waldviertel. Die Gemeindeverwaltung befindet sich in Rosenburg.

## Geografie

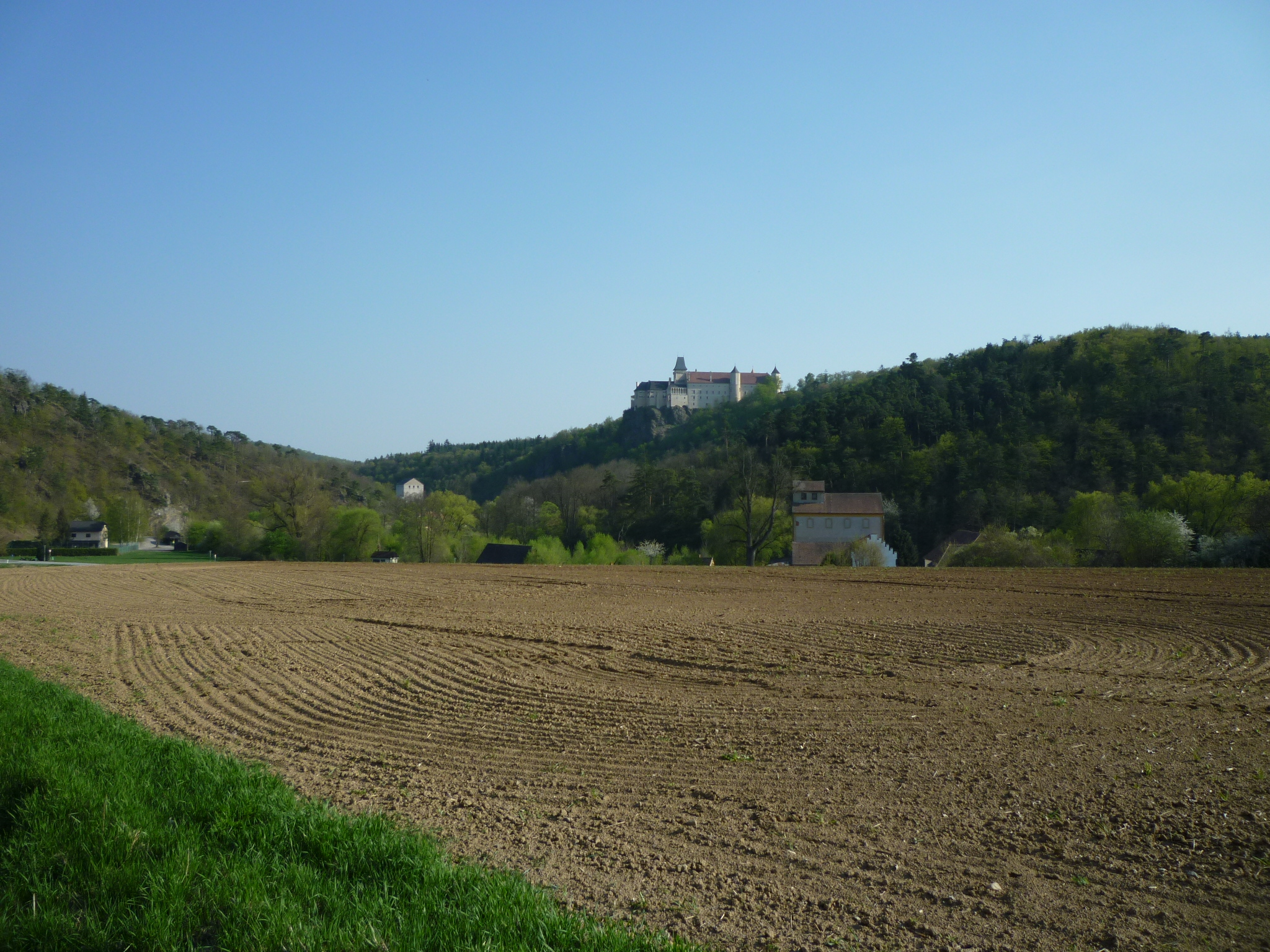
Archäologische Fundzone Hofmühle

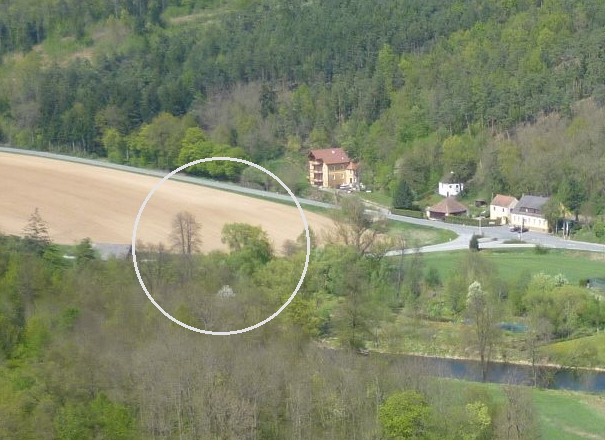
Die Lage der mittelneolithischen Kreisgrabenanlage in der Fundzone Hofmühle ist an der Verfärbung des Ackerbodens erkennbar.

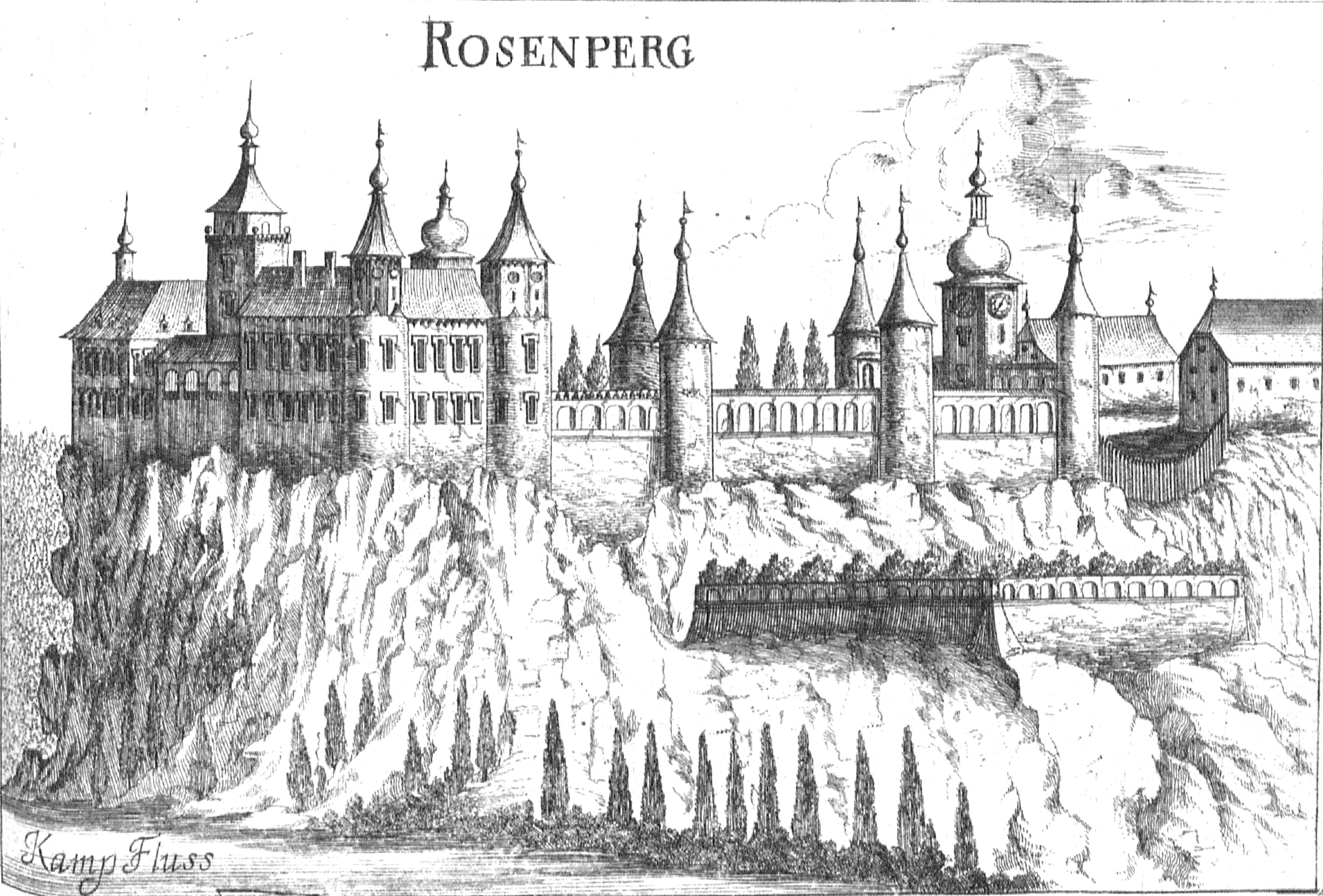
Die Rosenburg. Kupferstich von Georg Matthäus Vischer, 1673

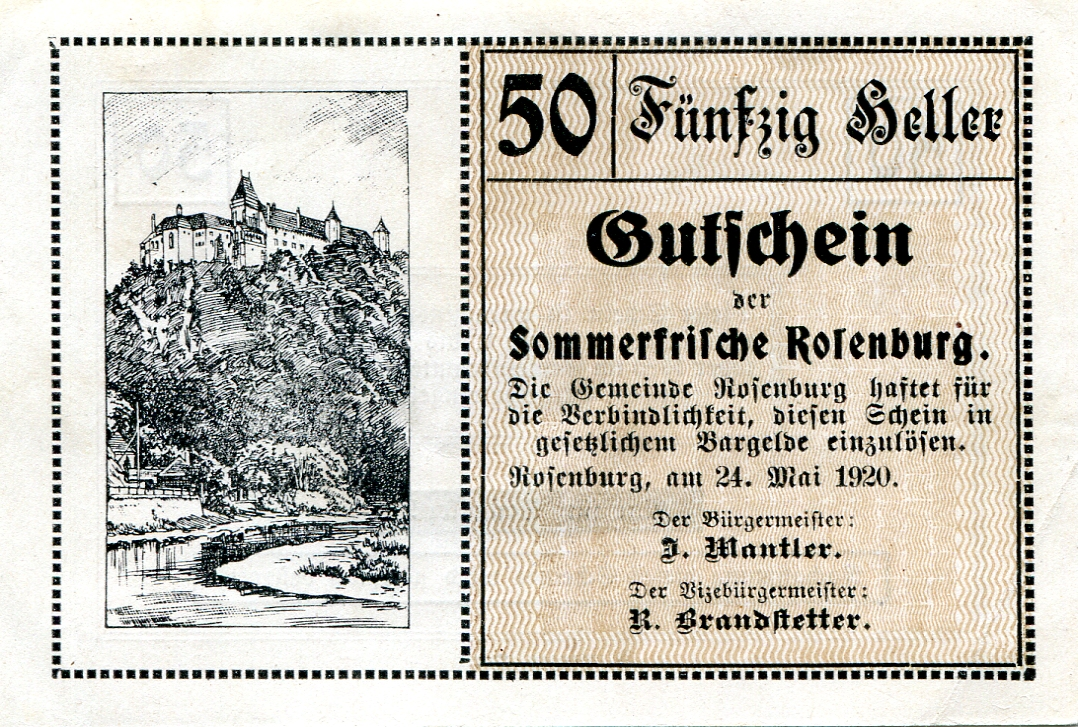
Notgeld der Gemeinde Rosenburg, 1920

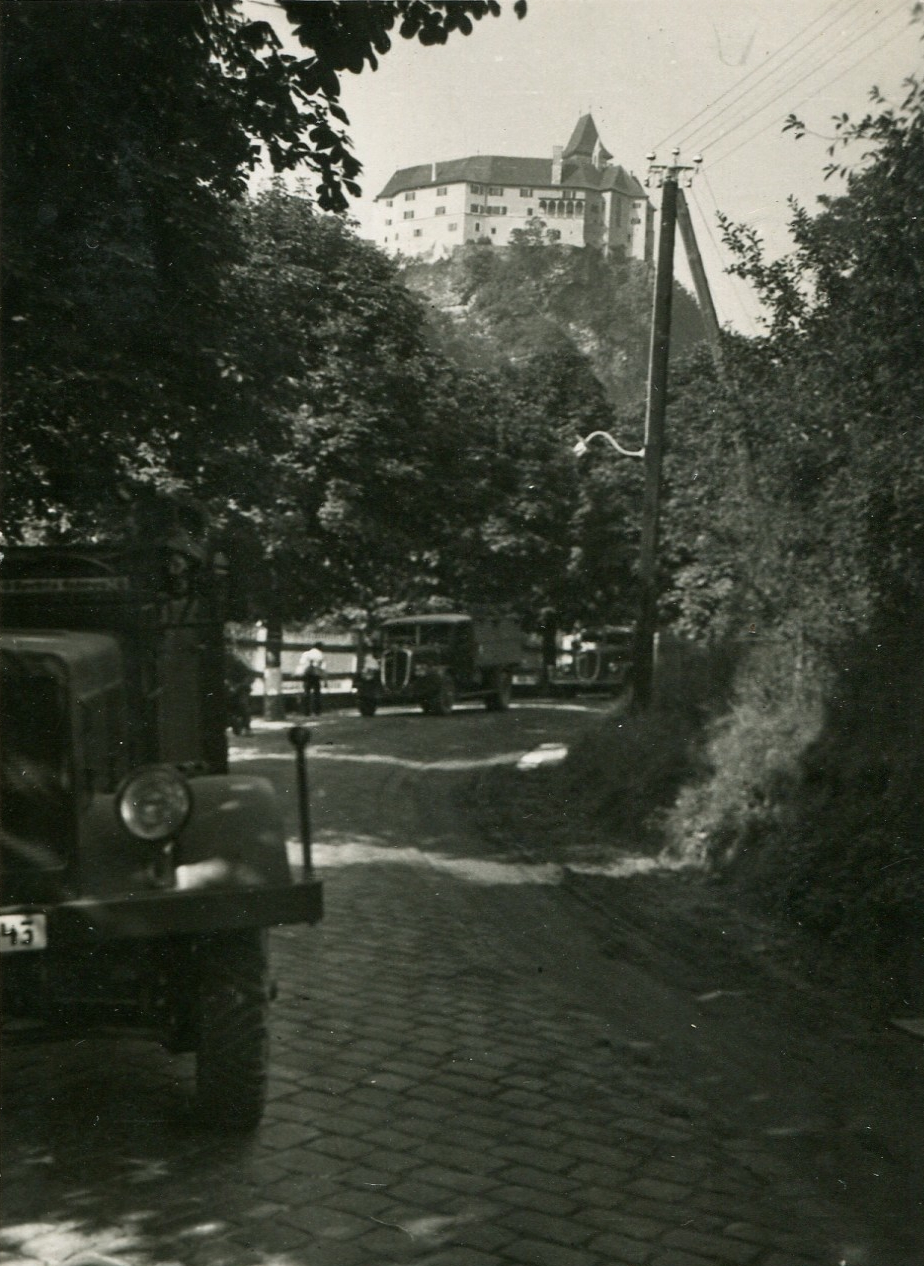
Lastwagen der deutschen Wehrmacht auf der Fahrt durch Rosenburg, um 1940

Rosenburg-Mold liegt auf 268 m Höhe im Waldviertel südlich von Horn am Rand des Horner Beckens und im Kamptal. Durch das Gemeindegebiet fließen der Kamp und die Taffa, die im Ortszentrum von Rosenburg in den Kamp mündet. Die Fläche der Gemeinde umfasst 30,66 Quadratkilometer. 38,14 Prozent der Fläche sind bewaldet.

### Gemeindegliederung
| Katastralgemeinden                                                                                   | Ortschaften in der Gemeinde                                                                 |
| --- | ------------------------------------------------------------------------------------------- |
| Mold (12,78 km²) Mörtersdorf (4,82 km²) Rosenburg (4,55 km²) Stallegg (0,46 km²) Zaingrub (8,05 km²) | Mold (D) Maria Dreieichen (D) Mörtersdorf (D) · Rosenburg (D) · Stallegg (R) · Zaingrub (D) |
| Legende                                                                                              |                                                                                             |

| In der Spalte Katastralgemeinden sind sämtliche Katastralgemeinden einer Gemeinde angeführt. In der Klammer ist die jeweilige Fläche in km² angegeben. |
| In der Spalte Ortschaften sind sämtliche von der Statistik Austria erfassten Siedlungen, die auch eine eigene Ortschaftskennziffer aufweisen, angeführt. In der Hierarchieebene derselben Spalte, rechts eingerückt, werden nur Ansiedlungen, die mindestens aus mehreren Häusern bestehen, dargestellt. Die wichtigsten der verwendeten Abkürzungen sind: - M = Hauptort der Gemeinde - Stt = Stadtteil - R = Rotte - W = Weiler - D = Dorf - ZH = Zerstreute Häuser - Sdlg = Siedlung - Hgr = Häusergruppe - E = Einzelgehöft (nur wenn sie eine eigene Ortschaftskennziffer haben) Die komplette Liste der Statistik Austria ist in: Topographische Siedlungskennzeichnung nach STAT Zu beachten ist, dass manche Orte unterschiedliche Schreibweisen haben können. So können sich Katastralgemeinden anders schreiben als gleichnamige Ortschaften bzw. Gemeinden. Quelle: Statistik Austria – |

Das Gemeindegebiet umfasst folgende Ortschaften (in Klammern Einwohnerzahl Stand 1. Jänner 2025):
- Mold (351) mit Maria Dreieichen
- Mörtersdorf (136)
- Rosenburg (296)
- Stallegg (11)
- Zaingrub (69)

Mit der NÖ. Kommunalstrukturverbesserung wurden zum 1. Jänner 1967 die Gemeinden Mold mit Maria Dreieichen, Mörtersdorf und Zaingrub zur Gemeinde Mold. Die Gemeinde Rosenburg-Mold entstand 1971 durch die Zusammenlegung der Gemeinden Rosenburg mit Stallegg und Mold.
Der zuständige Gerichtsbezirk ist Horn
Die Katastralgemeinde Stallegg hat die Postleitzahl 3571, Rosenburg 3573, Mold (ohne Maria Dreieichen) sowie Mörtersdorf und Zaingrub haben die Postleitzahl 3580, der Molder Ortsteil Maria Dreieichen hat die Postleitzahl 3744.
Die Gemeinde Rosenburg-Mold ist Mitglied der Kleinregion Kamp-Taffatal.

### Nachbargemeinden
|           | Horn                                        |                         |
| Altenburg | Kompassrose, die auf Nachbargemeinden zeigt | Meiseldorf              |
|           | Gars am Kamp                                | Burgschleinitz-Kühnring |

## Geschichte

### Ur- und Frühgeschichte
Der Talboden des Kamptals im Gebiet von Rosenburg war bereits in der Jungsteinzeit besiedelt. In der Gemarkung Hofmühle wurden in einem zum Kamp hin abfallenden Bereich zwischen der Landesstraße nach Altenburg, der Straße zur Rosenburg und dem ehemaligen Mühlgraben der Hofmühle bei mehreren Grabungen in den 1980er und 1990er Jahren bedeutende Funde verschiedener Zeitlagen gemacht. Im nordwestlichen Teil der Fundzone konnte eine Siedlung aus dem Frühneolithikum (5500–5000 v. Chr.) mit zahlreichen Funden zur älteren Linearbandkeramik dokumentiert werden. Im östlichen Teil des Geländes wurden eine mittelneolithische (5000–4500/4300 v. Chr.) Kreisgrabenanlage sowie Befunde aus der Latènezeit (5.–1. Jahrhundert v. Chr.) nachgewiesen. Die gesamte Fundzone, zu der auch eine frühmittelalterliche slawische Siedlung gehört, steht als archäologisches Bodendenkmal unter Denkmalschutz. Auf den Anhöhen des Taffatals nahe seiner Mündung in den Kamp wurden Siedlungsfunde des Spätneolithikums (3500–2800 v. Chr.), der Urnenfelderkultur (1300 v. Chr. bis 800 v. Chr.) und der Hallstattzeit (1200–450 v. Chr.) nachgewiesen.
Auch das Gebiet von Mold war bereits in der Jungsteinzeit besiedelt. Zwischen 1995 und 2007 wurden bei mehreren Grabungen bedeutende Funde zur Linearbandkeramik gemacht. Mörtersdorf war in der Mittleren Bronzezeit (1600–1300 v. Chr.) besiedelt, wie ein Grabhügel aus dieser Zeit belegt. In Zaingrub konnten neben Streufunden aus der Jungsteinzeit Besiedlungsreste aus der jüngeren Eisenzeit (450 v. Chr. – Ende 1. Jahrhundert v. Chr.) sowie germanische Siedlungsbefunde – darunter auch ein Reduktionsofen zur Eisenherstellung – aus dem 1. bis 4. Jahrhundert n. Chr. nachgewiesen werden.

### Geschichte des Mittelalters und der Neuzeit

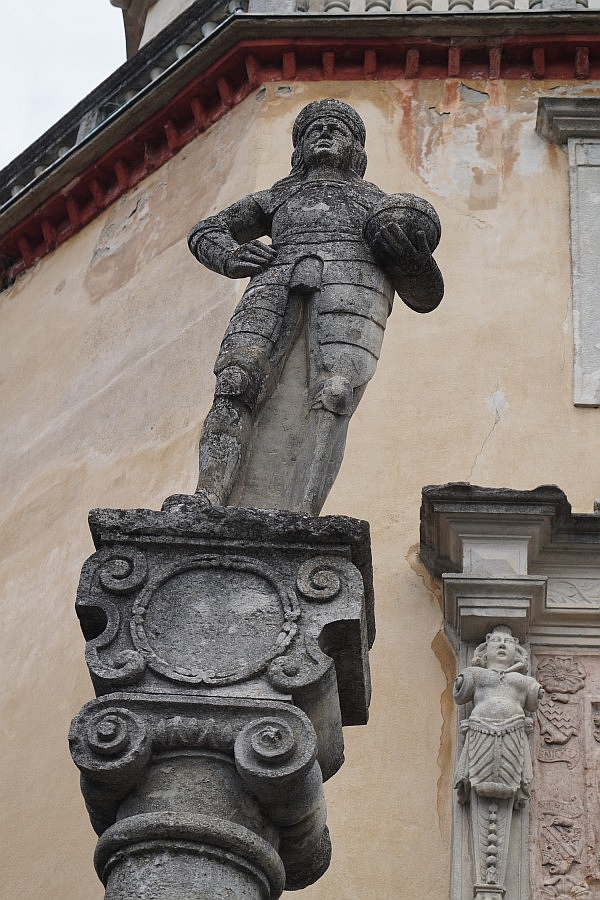
Standbild des Sebastian II. Grabner zu Rosenburg auf der Rosenburg, der die mittelalterliche Burg zum Ende des 16. Jahrhunderts in ein prächtigen Renaissanceschloss umbauen ließ

Das Kamptal in Rosenburg war auch im Frühmittelalter besiedelt. Gegenüber der ehemaligen Hof- oder Thurnmühle an der Straße zur Rosenburg befand sich eine slawische Siedlung des Frühmittelalters (ca. 600–800 n. Chr.) mit mehreren Wohn- und Wirtschaftsgebäuden. Seit dem 12. Jahrhundert ist die Geschichte des Ortes eng mit der Entwicklung der Rosenburg, einer der größten Burganlagen Österreichs, verbunden, die um 1150 erstmals erwähnt wird. Zwischen 1487 und 1604 waren die Grabner zu Rosenburg Besitzer von Schloss und Herrschaft Rosenburg. Im ausgehenden 16. und frühen 17. Jahrhundert wurde die Rosenburg zu einem Zentrum des Protestantismus in Österreich. In einer eigens von Leopold Grabner zu Rosenburg auf der Burg eingerichteten Druckerei wurde protestantische Literatur gedruckt. Leopolds Sohn Sebastian II. Grabner zu Rosenburg, ein bedeutender Protestant, baute die Rosenburg zu einem prächtigen Renaissanceschloss um und musste es 1604 wegen der daraus entstandenen Finanznot an seinen Verwandten Hans Jörger zu Tollet veräußern. Im Zuge der Gegenreformation erhielt die Rosenburg im Jahre 1611 mit Kardinal Franz von Dietrichstein (1570–1636) wieder einen katholischen Burgherren. 1659 gelangten Burg und Herrschaft in den Besitz von Johann Joachim Enzmilner, Graf von Windhag (1600–1678), der die Burg weiter ausbauen ließ. In der von ihm 1673 herausgegebenen zweiten Ausgabe der Herrschaftstopografie Topographia Windhagiana ließ er durch Clemens Beutler (um 1623–1682) nicht nur die Rosenburg selbst, sondern auch die vier Mühlen am Kamp sowie den Ort aus der Vogelperspektive in zahlreichen Kupferstichen darstellen.
Von dem Einsetzen der Wallfahrt nach Maria Dreieichen im ausgehenden 17. Jahrhundert profitierte auch der nahe gelegene Ort Mold. Seit dem ausgehenden 18. Jahrhundert zerfiel die Rosenburg zusehends. Wegen seiner drei Getreidemühlen, einer Papiermühle, einer Tuchwalke und einem Holzrechen, an dem bis 1907 das aus dem oberen Kamptal geflößte Holz geborgen wurde, war Rosenburg von regionaler wirtschaftlicher Bedeutung. Mit der 1859–1875 erfolgten Renovierung der Rosenburg und der 1889 erfolgten Inbetriebnahme der Kamptalbahn entwickelte sich Rosenburg mit Stallegg neben Gars am Kamp, Schönberg am Kamp und Langenlois zu einer bedeutenden Sommerfrische des Kamptals, von der auch Mold, Mörtersdorf und Zaingrub durch den – wenn auch weit bescheideneren – Besuch von Sommergästen profitierten.
1920 gab die Gemeinde Rosenburg wie viele andere Gemeinden ein eigenes Notgeld heraus. 1924 kam es zu einem monatelangen Streik der Müllergesellen der Mantler-Mühle in Rosenburg, der überregionales Aufsehen erregte.

### Geschichte 1938–1945
Mit dem Anschluss Österreichs an das Deutsche Reich wurden die bisher selbstständigen Gemeinden Etzmannsdorf am Kamp, Mühlfeld und Wanzenau in die Gemeinde Rosenburg eingemeindet, wurden aber nach 1945 wieder selbstständig. Im gleichen Jahr wurden die Orte Mörtersdorf und Zaingrub nach Mold eingemeindet, nach 1945 ebenfalls aber wieder selbstständig. Die nationalsozialistischen Behörden zwangen den Eigentümer, Rudolf Hoyos-Sprinzenstein (1884–1972), der zwischen 1934 und 1938 als Vorsitzender des Staatsrates die zweithöchste politische Funktion im autoritären Ständestaat (Österreich) innehatte, die Hofmühle in Rosenburg unter Wert an die Gemeinde zu verkaufen. Geplant war, die Mühlanlage als kleines Elektrizitätswerk zu nutzen und in den Nebengebäuden ein Heim der Hitlerjugend einzurichten. Die Kriegsereignisse verhinderten diese Pläne. Die Gebäude wurden ab 1940 als Kriegsgefangenenlager, vorerst für belgische und französische, später für russische Kriegsgefangene genutzt. Nach 1945 befasste sich die Gemeinde mit Plänen, ein Kino in der Mühle einzurichten. 1950 musste die zu Unrecht erworbene Mühle an ihren früheren Eigentümer restituiert werden, der sie im gleichen Jahr an das Rosenburger Mühlunternehmen Sparholz verkaufte, das einen neuen Silo errichtete. Im Oktober 1938 wurde die 1894 von dem Wiener Architekten Ludwig Tischler erbaute Villa (Hausnummer 25) des jüdischen Ehepaars Gabriele und Heinrich Kertesz „arisiert“ und gelangte in den Besitz der Gemeinde Rosenburg, die sie seither als Gemeindeamt nutzt. Das Ehepaar Kertesz musste nach Wien übersiedeln und wurde am 27. August 1942 nach Theresienstadt deportiert. Heinrich Kertesz starb vermutlich kurz nach der Ankunft in Theresienstadt, Gabriele Kertesz wurde im September 1942 nach Treblinka deportiert und ermordet.
In Mold wurde der christlichsoziale Politiker Josef Strommer, der 1934–1938 dem Niederösterreichischen Landtag angehörte, als Gegner des Nationalsozialismus verfolgt und mehrfach verhaftet. Ab 1942 kam es zu Einquartierungen Ausgebombter aus dem Ruhrgebiet und Wien, 1944 wurden Flüchtlinge aus dem Banat in Behelfsheimen untergebracht. Am 9. Mai 1945 rückte die Rote Armee ein. Über 1000 Soldaten und Offiziere bezogen Quartier in Privatwohnungen sowie in einer Barackensiedlung im Taffatal zwischen Rosenburg und Mold.

### Geschichte seit 1945
Nach 1945 konnte der Hauptort Rosenburg mit Stallegg nicht mehr an die Tradition der Sommerfrische anschließen. Veränderte Reisegewohnheiten, aber auch der Bau der Kamptal-Stauseen, der zu einem starken Temperaturrückgang des Kamps führte, entzogen dem Tourismus im Kamptal seine wichtigsten Grundlagen. Die Teilorte Mold, Mörtersdorf und Zaingrub blieben bis heute landwirtschaftlich geprägt.

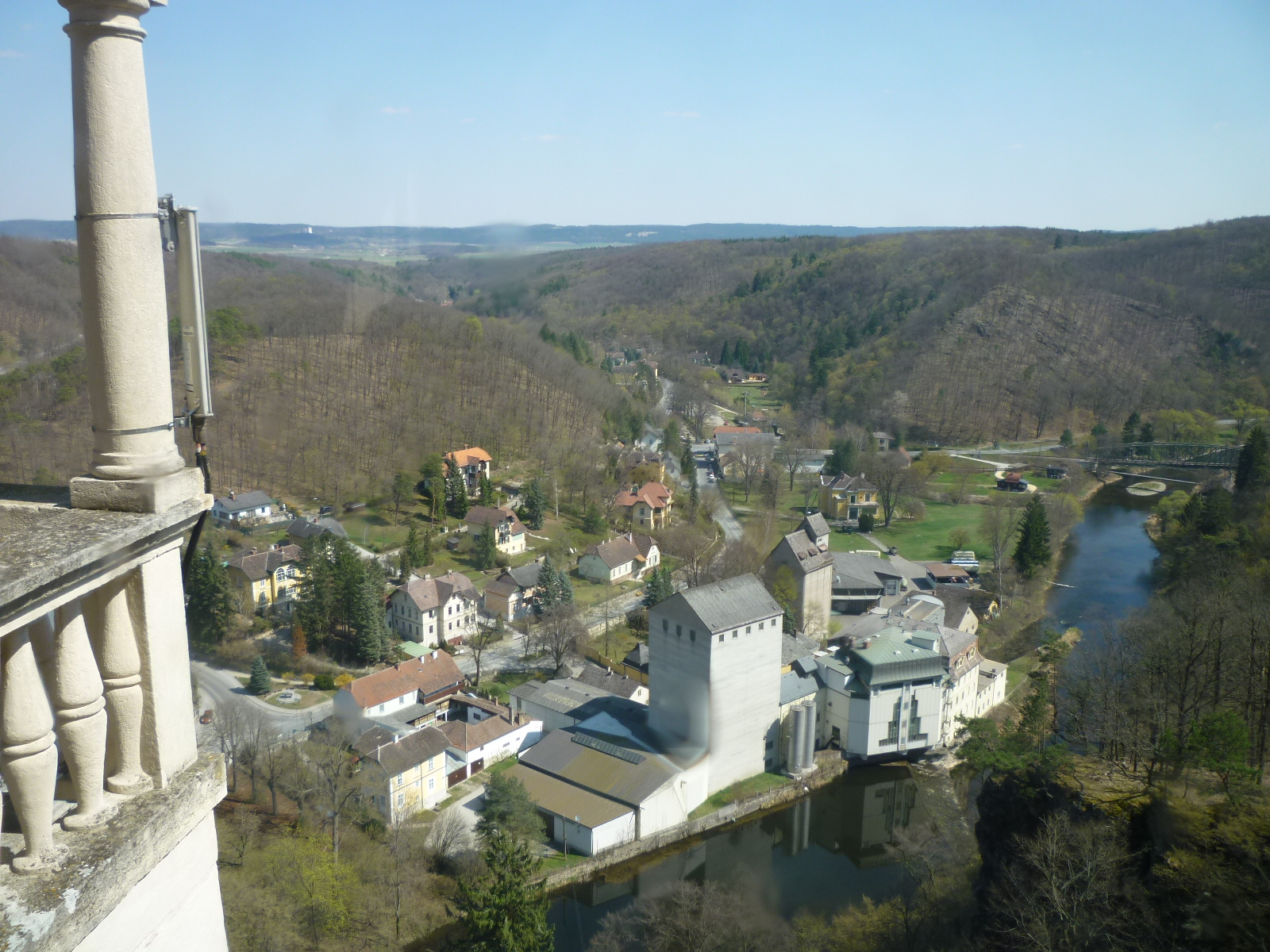
Rosenburg
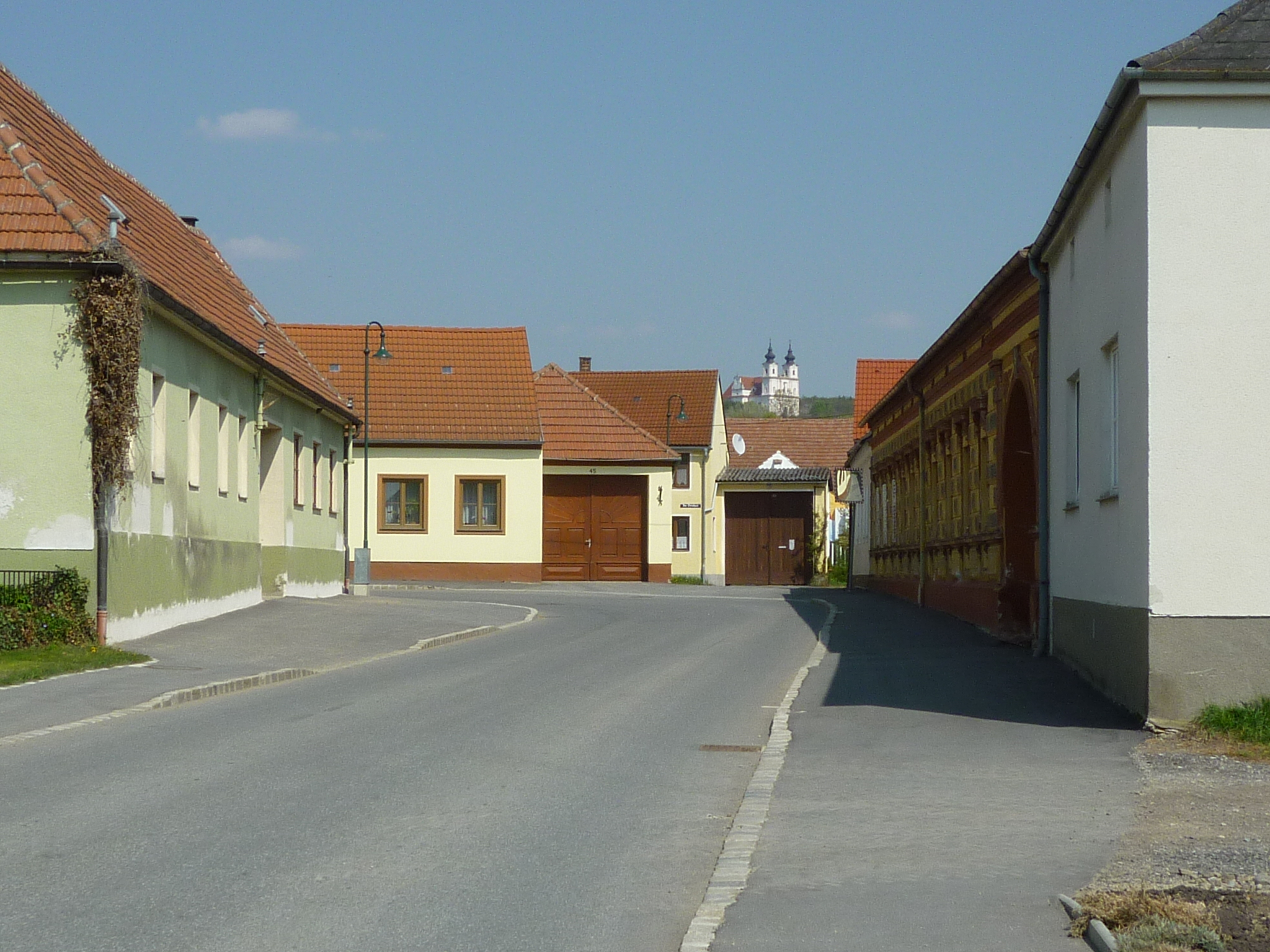
Mold mit Maria Dreieichen
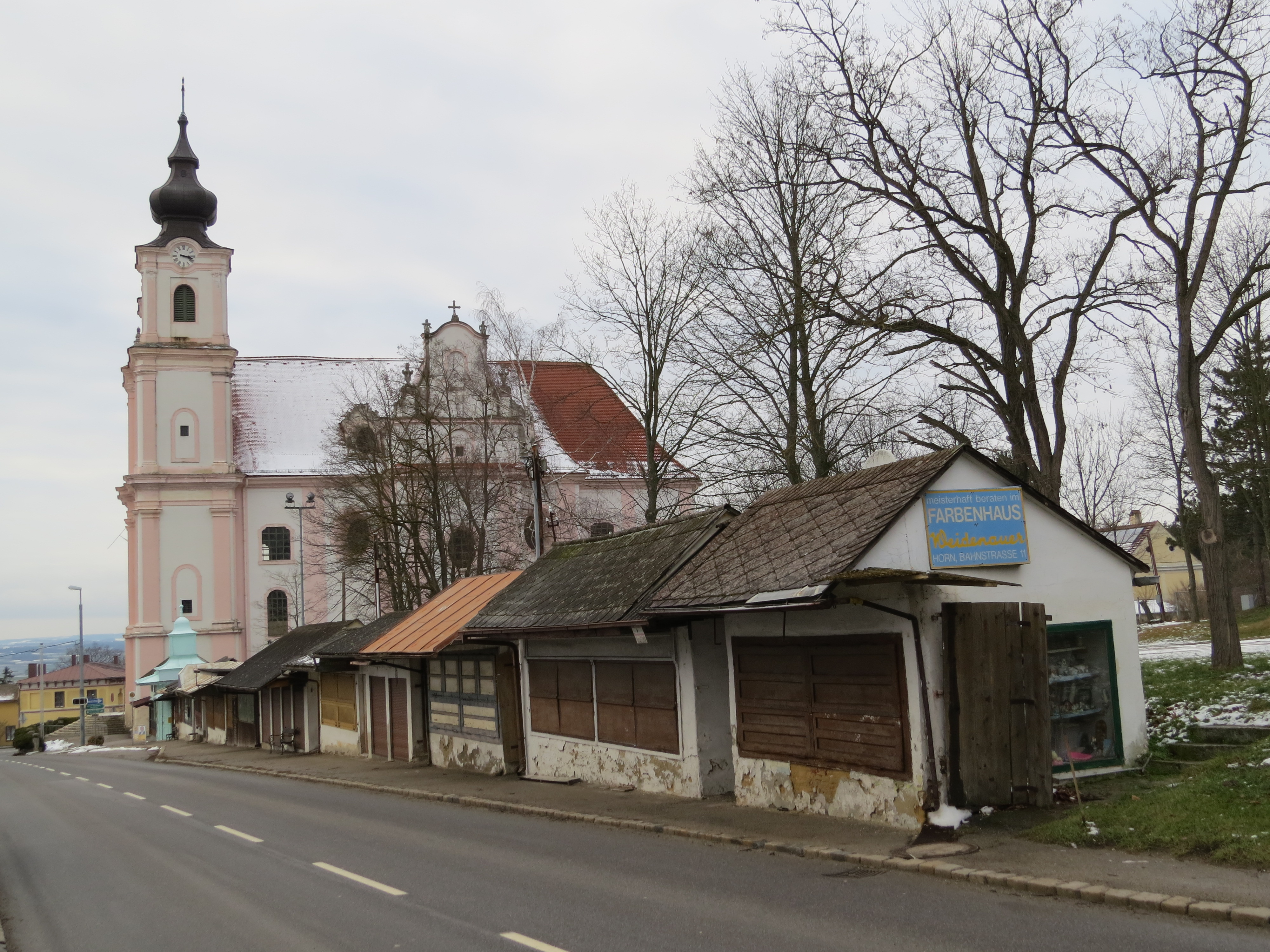
Maria Dreieichen mit ehemaligen Devotionalienständen
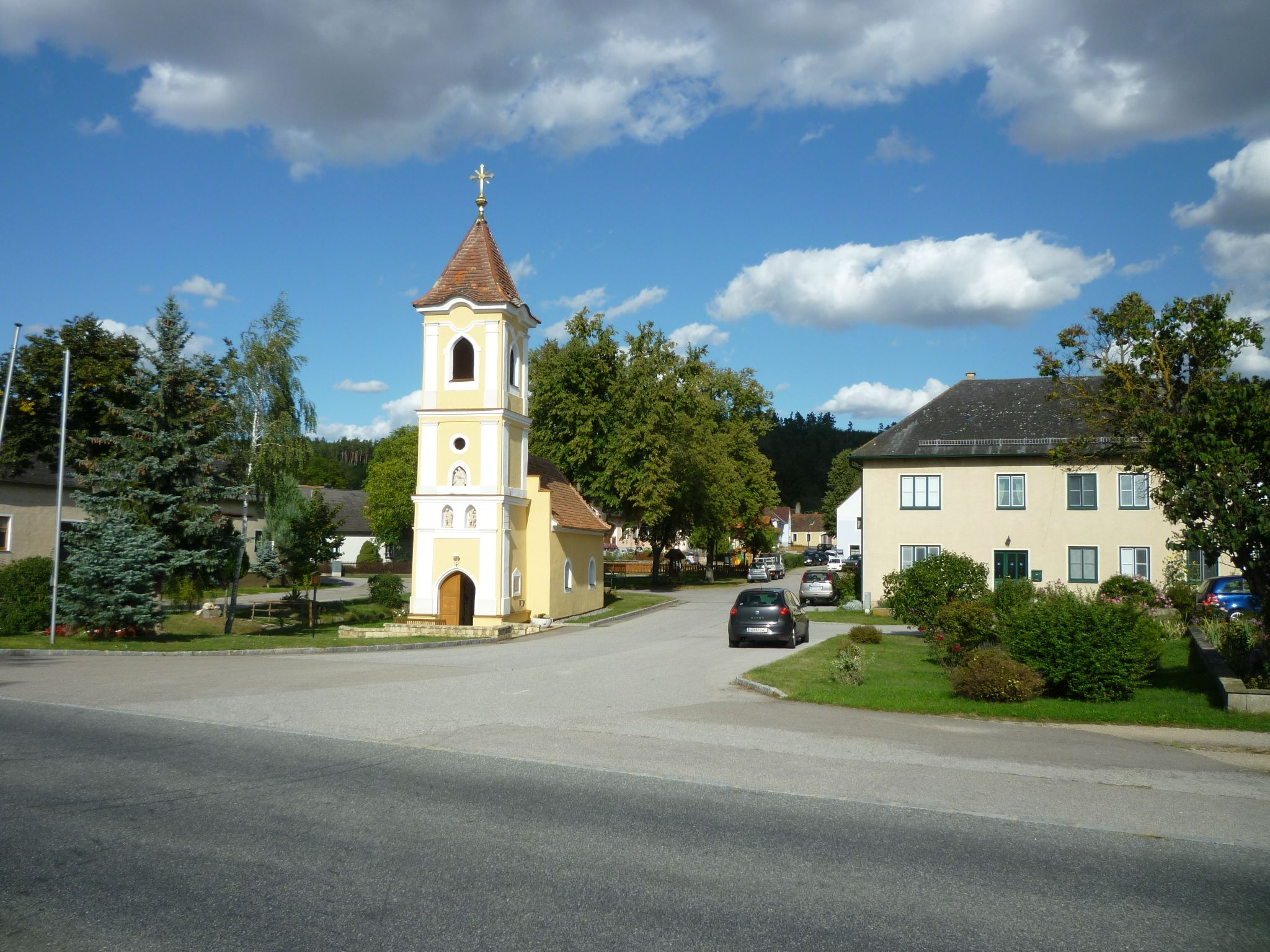
Mörtersdorf
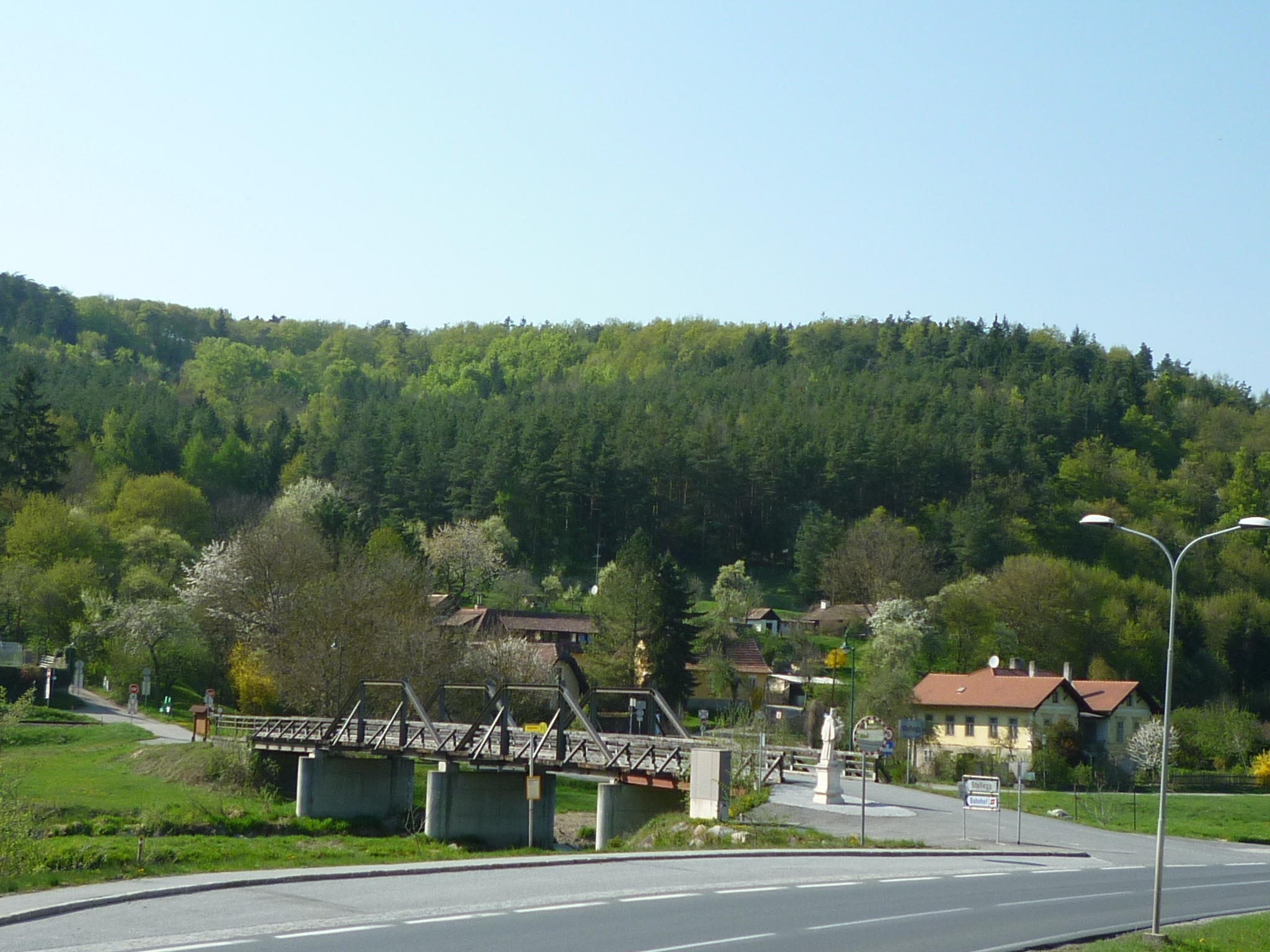
Stallegg
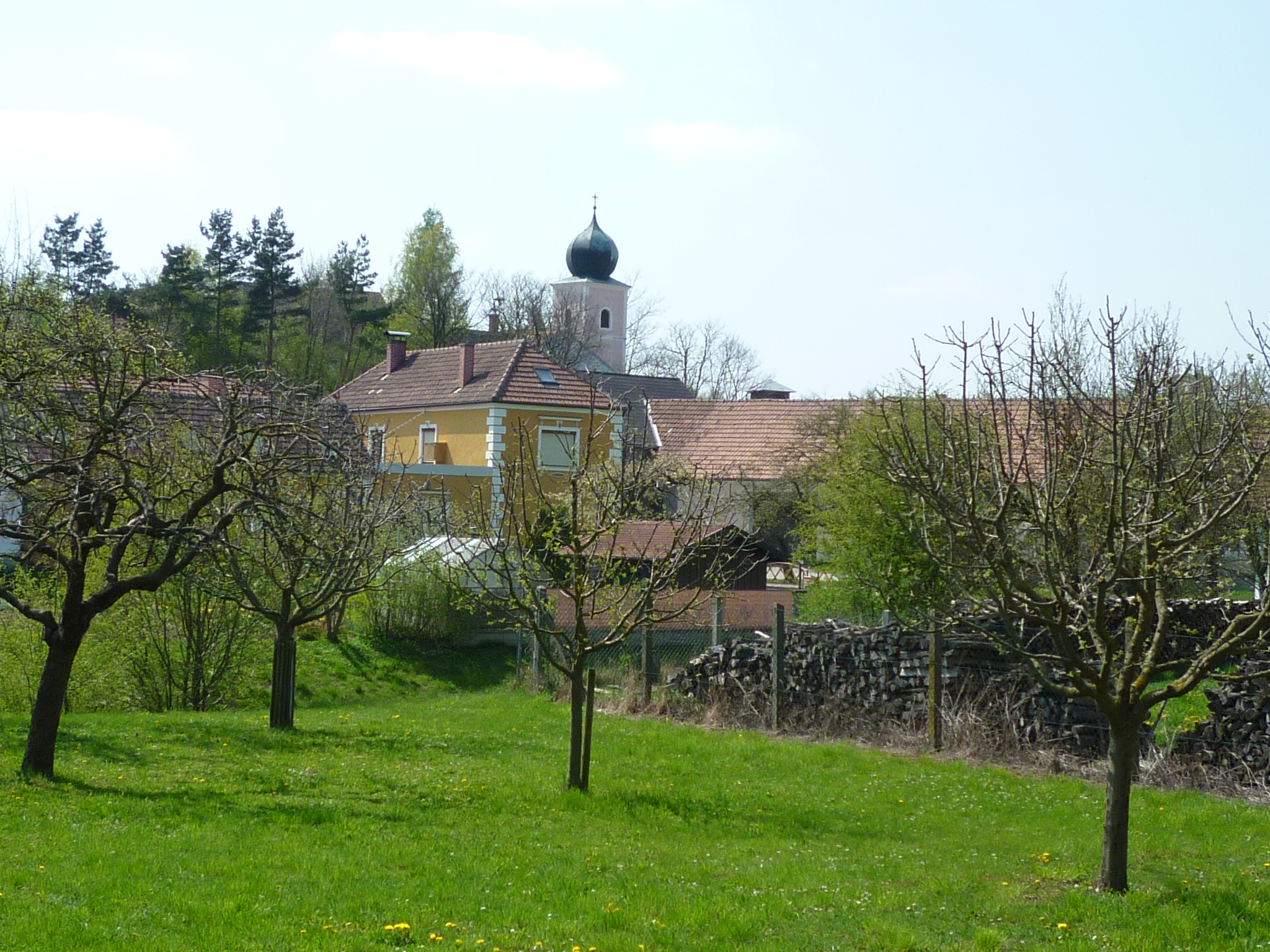
Zaingrub

### Bevölkerungsentwicklung
| Rosenburg-Mold: Einwohnerzahlen von 1869 bis 2025   | Rosenburg-Mold: Einwohnerzahlen von 1869 bis 2025 | Rosenburg-Mold: Einwohnerzahlen von 1869 bis 2025 | Rosenburg-Mold: Einwohnerzahlen von 1869 bis 2025 | Rosenburg-Mold: Einwohnerzahlen von 1869 bis 2025 |
| --------------------------------------------------- | ------------------------------------------------- | ------------------------------------------------- | ------------------------------------------------- | ------------------------------------------------- |
| Jahr                                                |                                                   |                                                   |                                                   | Einwohner                                         |
| 1869                                                | 1869                                              |                                                   | 1.040                                             | 1.040                                             |
| 1880                                                | 1880                                              |                                                   | 1.095                                             | 1.095                                             |
| 1890                                                | 1890                                              |                                                   | 1.073                                             | 1.073                                             |
| 1900                                                | 1900                                              |                                                   | 1.049                                             | 1.049                                             |
| 1910                                                | 1910                                              |                                                   | 1.041                                             | 1.041                                             |
| 1923                                                | 1923                                              |                                                   | 1.173                                             | 1.173                                             |
| 1934                                                | 1934                                              |                                                   | 1.069                                             | 1.069                                             |
| 1939                                                | 1939                                              |                                                   | 1.118                                             | 1.118                                             |
| 1951                                                | 1951                                              |                                                   | 1.278                                             | 1.278                                             |
| 1961                                                | 1961                                              |                                                   | 1.168                                             | 1.168                                             |
| 1971                                                | 1971                                              |                                                   | 1.140                                             | 1.140                                             |
| 1981                                                | 1981                                              |                                                   | 1.061                                             | 1.061                                             |
| 1991                                                | 1991                                              |                                                   | 968                                               | 968                                               |
| 2001                                                | 2001                                              |                                                   | 1.010                                             | 1.010                                             |
| 2011                                                | 2011                                              |                                                   | 845                                               | 845                                               |
| 2021                                                | 2021                                              |                                                   | 837                                               | 837                                               |
| 2025                                                | 2025                                              |                                                   | 863                                               | 863                                               |
| Quelle(n): Statistik Austria, Gebietsstand 1.1.2021 |                                                   |                                                   |                                                   |                                                   |

## Kultur und Sehenswürdigkeiten

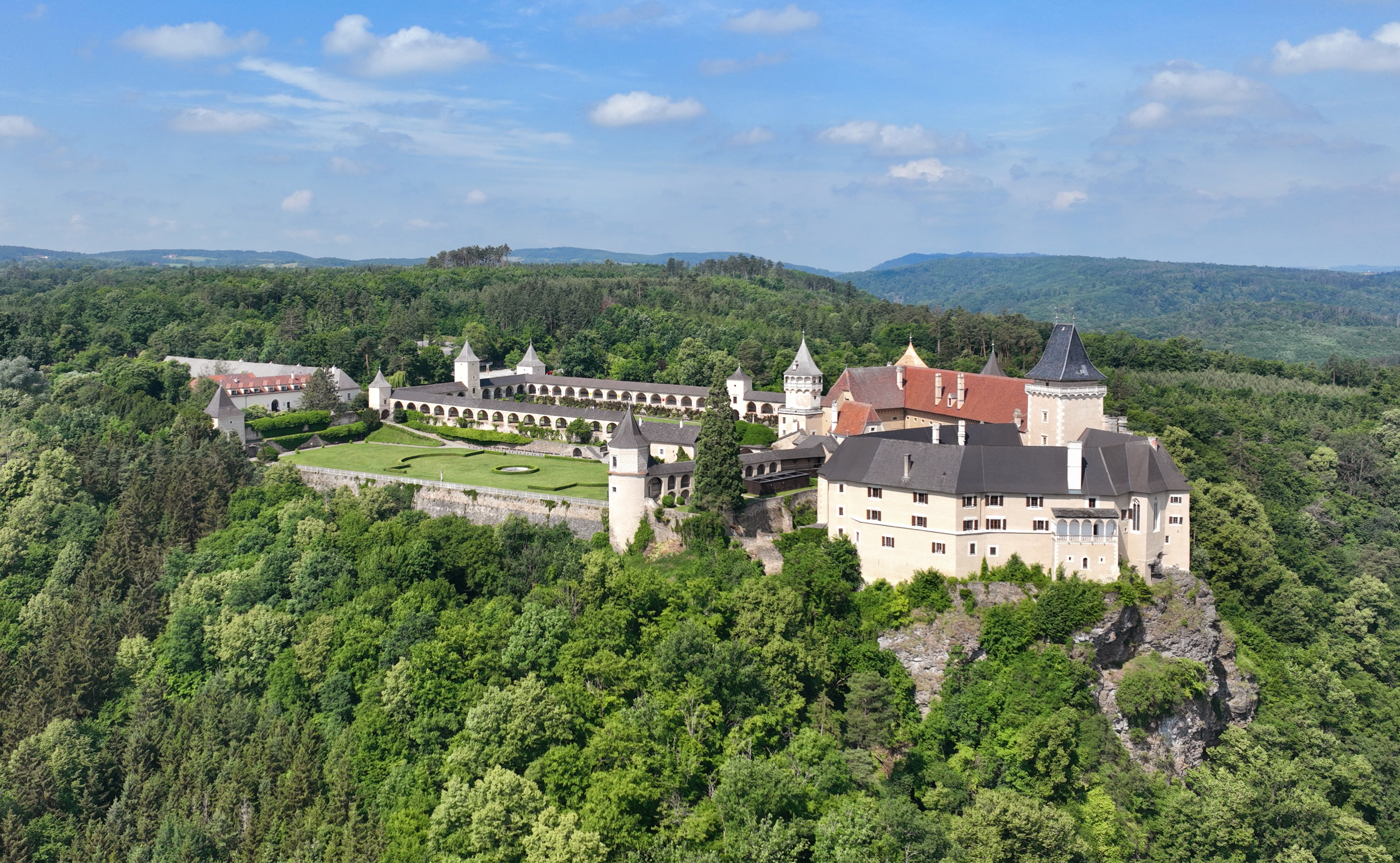
Schloss Rosenburg

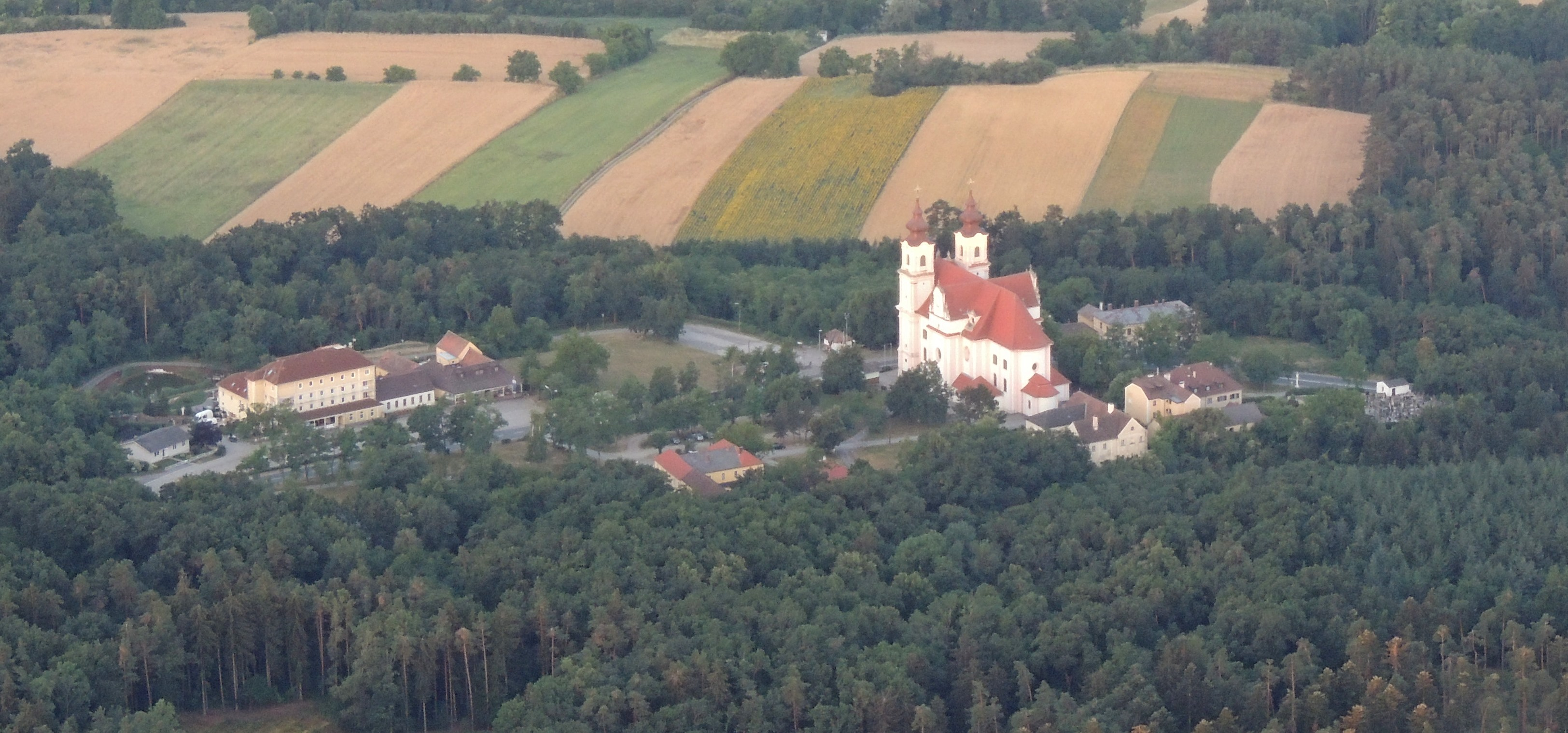
Basilika Maria Dreieichen

Bahnhof Rosenburg

Kellergasse Kellerweg in Mold

Kellergasse in Mörtersdorf

- Schloss Rosenburg
- Wallfahrtskirche Maria Dreieichen
- Cholerafriedhof Maria Dreieichen

### Regelmäßige Veranstaltungen
- März–Dezember: Bauernmarkt in Mold[20]
- April–Oktober: Greifvogel-Flugvorführungen auf der Rosenburg[21]
- Juli–August: Theaterfestival Shakespeare auf der Rosenburg
- September: Märchenfest auf der Rosenburg[22]
- Dezember: Christkindlmarkt auf der Rosenburg[23]

### Vereine
- Kanuclub Rosenburg[24]
- Tennisclub Rosenburg
- Verein zur Förderung der Kultur im Mittleren Kamptal[25]
- Verein zur Förderung des Sports und der Freizeitgestaltung der Jugend in Mold
- Verkehrsverein Rosenburg
- Volkstanzgruppe Rosenburg-Mold
- Wanderverein Mold-Maria Dreieichen

## Wirtschaft und Infrastruktur
Nichtlandwirtschaftliche Arbeitsstätten gab es im Jahr 2001 57, land- und forstwirtschaftliche Betriebe nach der Erhebung 1999 55. Die Zahl der Erwerbstätigen am Wohnort betrug nach der abgestimmten Erwerbsstatistik 2010 410. Die Erwerbsquote lag 2010 bei 48,8 Prozent.

### Ansässige Unternehmen
- Komplet Mantler GmbH & Co KG (Mantler-Mühle)[26]
- Bildungswerkstatt Mold der Niederösterreichischen Landes-Landwirtschaftskammer
- Maschinenring Hollabrunn Horn[27]
- Maschinenring NÖ-Wien
- Maschinenring-Service NÖ-Wien „MR-Service“ eGen

### Verkehr
- Bahn: Die ÖBB betreiben den Bahnhof Rosenburg und die Bedarfshaltestelle Stallegg an der Kamptalbahn. Die Haltestelle Mold wurde 1991 aufgelassen.[28]
- Bus: Das Linienbusunternehmen PostBus fährt in Mold und Mörtersdorf Haltestellen der Linien 635 (Horn – Korneuburg), 1026 (Raabs an der Thaya – Wien-Praterstern) und 1036 (Zwettl – Wien-Praterstern) an. Entlang der Kamptalstraße (B34) bedient die Buslinie 1310 (Horn – St. Leonhard am Hornerwald) mehrere Haltestellen in Rosenburg und Stallegg. Seit 1995 fährt der Garser Bus, eine Initiative des Wirtschaftsvereins Gars Innovativ, jeweils freitags den Ort Zaingrub an, um Personen, die keinen PKW besitzen und keinen Anschluss an den ÖPNV haben, Einkäufe und Erledigungen in Gars am Kamp zu ermöglichen.[29]
- Straße: Die Waldviertler Straße (B2) führt durch Maria Dreieichen, die Horner Straße (B4) führt durch die Orte Mold und Mörtersdorf, die Kamptalstraße (B34) tangiert den Ort Stallegg und führt durch den Ort Rosenburg.
- Radweg: Die Kamp-Thaya-March-Radroute führt durch die Orte Stallegg, Rosenburg und Mold, der Kamptalweg durch die Orte Stallegg und Rosenburg über das Gemeindegebiet von Rosenburg-Mold.

### Öffentliche Einrichtungen
- Freiwillige Feuerwehr Mörtersdorf, Mold, Rosenburg und Zaingrub
- Gemeindeverband Horn für Abfallwirtschaft und Abgaben in Mold[30]
- Bezirksbauernkammer Horn in Mold

### Bildung
- Bildungs- und Heimatwerk Niederösterreich – Regionales Bildungswerk Rosenburg-Mold[31]
- Bildungswerkstatt Mold der NÖ Landes-Landwirtschaftskammer[32]

## Politik

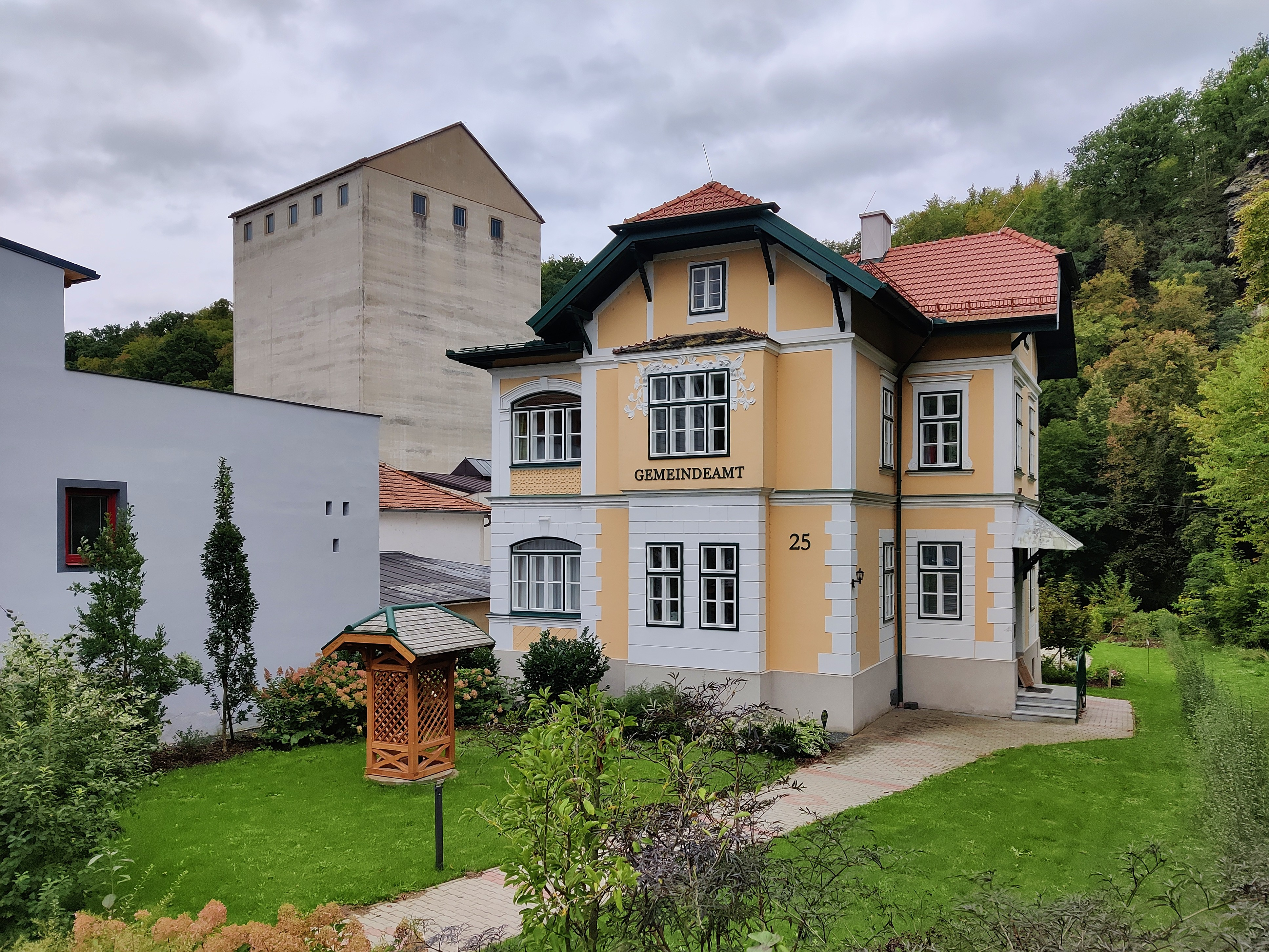
Gemeindeamt, ehemalige Sommerfrische-Villa von Ludwig Tischler

### Gemeinderat
Der Gemeinderat hat 15 Mitglieder.
- Nach den Gemeinderatswahlen in Niederösterreich 1990 hatte der Gemeinderat folgende Verteilung: 12 ÖVP, 2 SPÖ und 1 FPÖ.
- Nach den Gemeinderatswahlen in Niederösterreich 1995 hatte der Gemeinderat folgende Verteilung: 11 ÖVP, 2 SPÖ und 2 FPÖ.[33]
- Nach den Gemeinderatswahlen in Niederösterreich 2000 hatte der Gemeinderat folgende Verteilung: 11 ÖVP und 4 SPÖ.[34]
- Nach den Gemeinderatswahlen in Niederösterreich 2005 hatte der Gemeinderat folgende Verteilung: 14 ÖVP und 5 SPÖ.[35] (19 Mitglieder)
- Nach den Gemeinderatswahlen in Niederösterreich 2010 hatte der Gemeinderat folgende Verteilung: 14 ÖVP und 5 SPÖ.[36] (19 Mitglieder)
- Nach den Gemeinderatswahlen in Niederösterreich 2015 hatte der Gemeinderat folgende Verteilung: 12 ÖVP und 3 SPÖ.[37]
- Nach den Gemeinderatswahlen in Niederösterreich 2020 hatte der Gemeinderat folgende Verteilung: 12 ÖVP, 2 SPÖ und 1 FPÖ.[38]
- Nach den Gemeinderatswahlen in Niederösterreich 2025 hat der Gemeinderat folgende Verteilung: 12 ÖVP, 2 FPÖ und 1 SPÖ.[39]

### Bürgermeister
- 1971–1997 Heribert Strommer (1936–2011) (ÖVP)[40]
- seit 1997 Wolfgang Schmöger (ÖVP)

### Wappen
Mit Bescheid vom 29. April 1986 verlieh die Niederösterreichische Landesregierung ein Gemeindewappen mit der Blasonierung: „In einem gespaltenen Schild vorne in Blau ein silberner Adler, hinten in Silber, in den gefluteten blauen Schildfuß eintauchend, ein rotes Mühlrad, darüber zwei aus dem Rad ragende goldene Ähren.“ Die Gemeindefarben sind Rot-Weiß-Blau.

## Persönlichkeiten

### Söhne und Töchter der Gemeinde
- Eugen Guido Lammer (1863–1945), Alpinist und Schriftsteller, wurde in Rosenburg geboren.
- Josef Strommer (1903–1964), Landtags-, Bundes- und Nationalratsabgeordneter, wurde in Mold geboren.

### Personen mit Bezug zur Gemeinde
- Josef Ritter von Bauer (1860–1936), Jurist und Rektor der Hochschule für Bodenkultur in Wien, Besitzer einer Sommervilla in Rosenburg.
- Kardinal Franz von Dietrichstein (1570–1636), Besitzer von Schloss und Herrschaft Rosenburg.
- Johann Joachim Enzmilner (1600–1678), Besitzer von Schloss und Herrschaft Rosenburg.
- HK Gruber (* 1943),  österreichischer Komponist, Chansonnier und Dirigent, lebt in Rosenburg.
- Ernst Karl von Hoyos-Sprinzenstein (1830–1903), Besitzer der Rosenburg, baute ab 1859 die vom Verfall bedrohte Burganlage wieder auf.
- Ernst Karl Heinrich Hoyos-Sprinzenstein (1856–1940), Besitzer von Schloss Rosenburg.
- Hans Hoyos-Sprinzenstein (1923–2010), Besitzer von Schloss Rosenburg.
- Johann Ernst von Hoyos-Sprinzenstein (1779–1849), Besitzer von Schloss und Herrschaft Rosenburg.
- Markus Hoyos (* 1960), Besitzer von Schloss Rosenburg.
- Rudolf Hoyos-Sprinzenstein (1884–1972), Besitzer von Schloss Rosenburg.
- Herma Kirchschläger (1916–2009), österreichische First Lady, Besitzerin einer Sommervilla in Rosenburg.
- Rudolf Kirchschläger (1915–2000), österreichischer Diplomat, Außenminister und Bundespräsident, Besitzer einer Sommervilla in Rosenburg.
- Vinzenz Muschinger (16. Jh.–1628), Besitzer von Schloss und Herrschaft Rosenburg.
- Ferdinand Sigismund Kurtz von Senftenau (1592–1659), Besitzer von Schloss und Herrschaft Rosenburg.
- Kaspar von Rogendorf (15. Jahrhundert–1506), Besitzer von Schloss und Herrschaft Rosenburg.
- Hugo Schenk (1849–1884), Hochstapler und Serienmörder.
- Alexander Waechter (* 1948), Schauspieler und Regisseur, Intendant des Festivals Shakespeare auf der Rosenburg.